# ムジャーヒディーン
ムジャーヒディーン（アラビア語: مجاهدين、mujāhidīn）は、アラビア語で「ジハードを遂行する者」を意味するムジャーヒド（アラビア語: مجاهد、mujāhid）の複数形で属格ならびに対格語形。一般的には、イスラームの大義に則りジハードに参加する戦士達（ジハード戦士）を指す。今日では、イスラームにより連携した民兵やゲリラ兵を指すことが多い。

## 歴史
歴史的には、個々のムスリム（イスラム教徒）たちがジハードに対する意識を常に持っていたわけではなく、むしろ近代に至ってイスラム世界に対する侵略に対抗する民衆の抵抗運動において、ムジャーヒド意識が発揮されてきた。19世紀にインドで起こった対英ジハード「ムジャーヒディーン運動」は、その代表的なものである。
中世
- ムワッヒド朝
- サラーフッディーン
- アフマド・イブン・イブリヒム・アル＝ガジー
- ティムール
- Ulubatlı Hasan

近代
- スレイマン1世
- バーブル
- アウラングゼーブ
- Sheikh Mansur

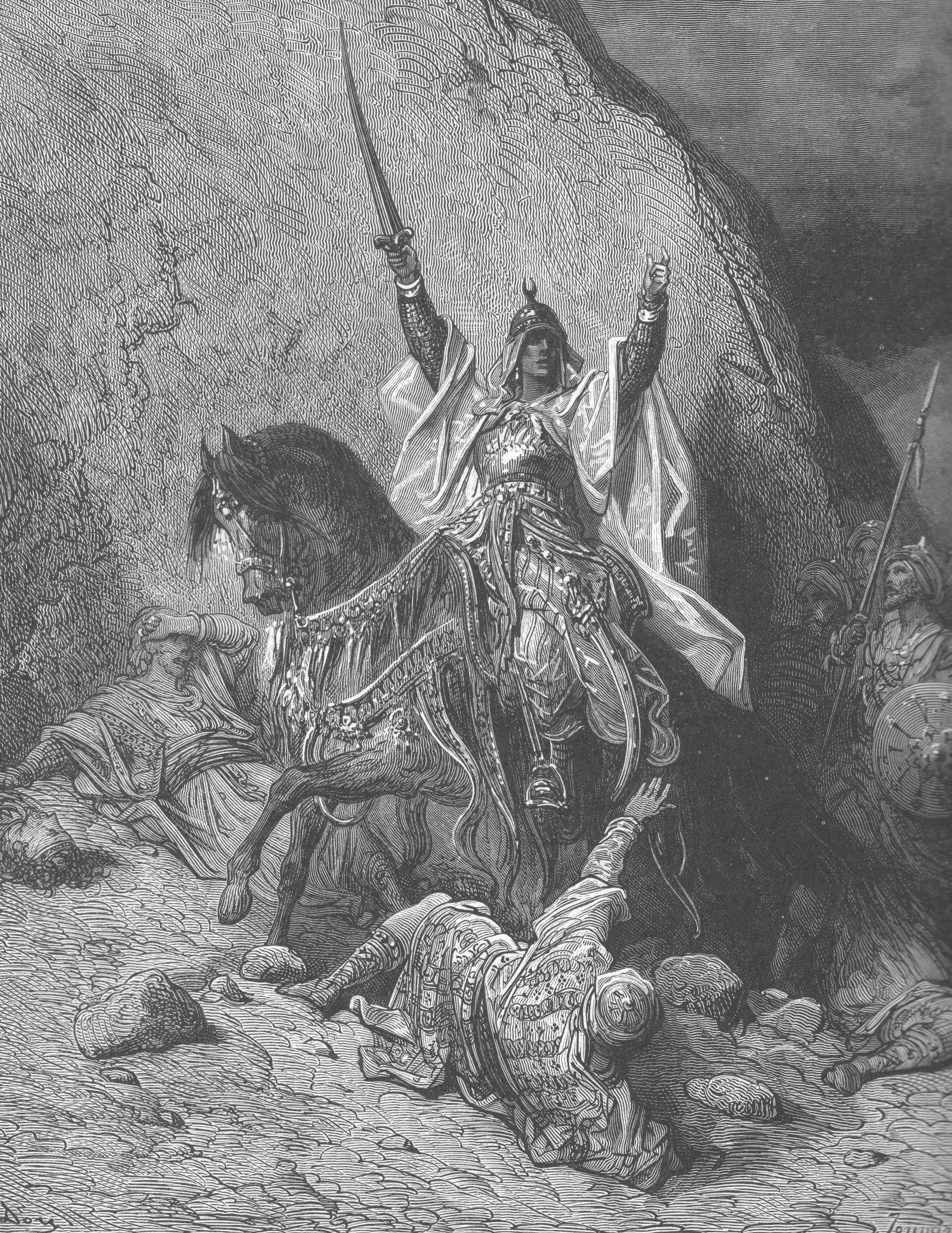
サラーフッディーン

- Abdul-Aziz bin Muhammad

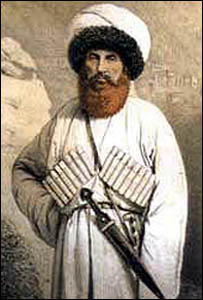
イマーム・シャミール

19世紀
- ウスマン・ダン・フォディオ
- ジャハーンギール・ホージャ
- ムハンマド・アフマド・アル＝マフディー
- メフメト5世
- シャミール

## 現代

### 闘争・紛争

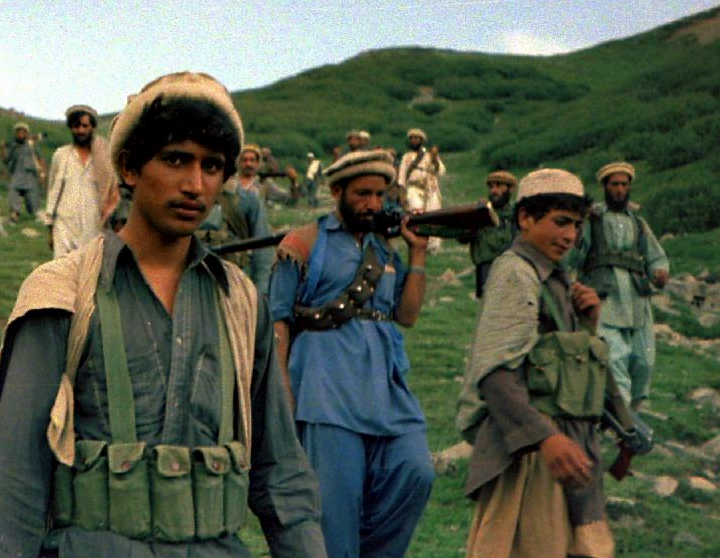
デュアランド・ラインで戦うムジャーヒディーン戦士たち（1985年）

- Bosnian mujahideenおよびボスニア・ヘルツェゴビナ紛争
- カシミール紛争
- Iraqi insurgency
- Insurgency in the North Caucasus
- Arab Mujahideen in Chechnya
- モロ紛争
- ソマリア内戦
- ハラカト・アル・シャバブ・ムジャーヒディーン

### アフガニスタン紛争

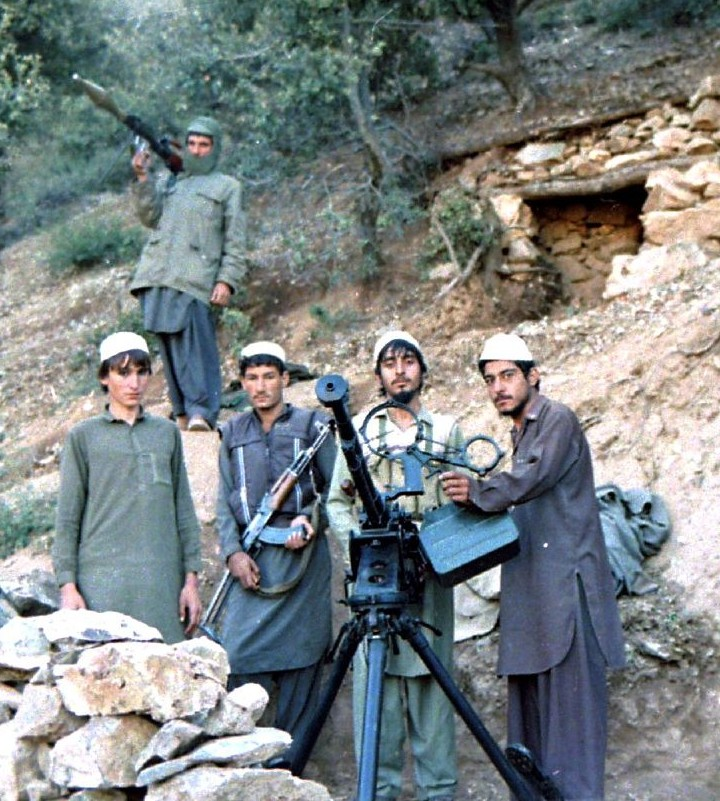
ムジャーヒディーンの兵士達（1987年）

アフガニスタンで1978年にアフガニスタン人民民主党による共産政権が成立すると、各地で組織された反政府ゲリラが蜂起した。彼らは自分たちの闘争をアフガニスタンのイスラームを防衛するジハードと位置付け、自らムジャーヒディーンと名乗った組織にはブルハーヌッディーン・ラッバーニーが組織し、アフマド・シャー・マスードが軍事的に率いた「イスラーム協会」や、グルブッディーン・ヘクマティヤールが率いる「ヒズビ・イスラーミー（イスラーム党）」、毛沢東主義を掲げるアフガニスタン・ムジャーヒディーン自由の戦士戦線などがあった。1979年にソ連軍が軍事介入すると、ムジャーヒディーンはこれにも対抗した。彼らはパキスタン軍統合情報局などからの支援を受け、ソ連軍に激しく抵抗した。アフガニスタンのムジャーヒディーンには、アフガニスタンのみならずイスラム世界の各地から志願兵として若者が集まってきたが、その中心人物がアブドゥッラー・アッザームで、ウサーマ・ビン＝ラーディンもその志願兵の1人だったということが知られている。
アメリカもCIAを通じてこのようなゲリラ組織に武器や装備を提供していた（サイクロン作戦）。アフガニスタンのムジャーヒディーンは中国からも武器や訓練で援助されていた。ソ連軍の撤退以降、ムジャーヒディーン各派はアフガニスタンでの主導権をめぐり対立、軍閥化していった。後にパキスタン軍統合情報局が支援するターリバーンが台頭すると、ムジャーヒディーンの諸派は連合し北部同盟としてこれに対抗した。

## 関連団体
- アル＝カーイダ
- ターリバーン
- ムジャヒディン・ハルク - イランのイスラーム社会主義を掲げる反体制組織。
- ヒズブル・ムジャーヒディーン（カシミール、パキスタン）
- インディアン・ムジャーヒディーン（インド）
- アブ・サヤフ（フィリピン）

## 関連する作品
- 『メタルギアソリッドV ファントムペイン』
- 『コール オブ デューティ ブラックオプス2』
- 『チャーリー・ウィルソンズ・ウォー』
- 『ランボー3/怒りのアフガン』
- 『007 リビング・デイライツ』